# Marcos Baghdatis
Marcos Baghdatis (greacă: Μάρκος Παγδατής, pronunțat [ˈmaɾkos paɣðaˈtis])  (n. 17 iunie 1985, Lemesόs, Cipru) este un jucător profesionist cipriot de tenis de origine libaneză, fost finalist la Australian Open.

## Palmares
Acesta a acumulat 4 in timpul carierei sale

### Simplu: 14 (4 titluri, 10 finale)
| Legend                            |
| --------------------------------- |
| Grand Slam tournaments (0–1)      |
| ATP World Tour Finals (0–0)       |
| ATP World Tour Masters 1000 (0–0) |
| ATP World Tour 500 Series (0–2)   |
| ATP World Tour 250 Series (4–7)   |

| Titles by surface |
| ----------------- |
| Hard (3–8)        |
| Clay (0–0)        |
| Grass (0–1)       |
| Carpet (1–1)      |

| Rezultat | C–P  | Data            | Turnee                          | Tip        | Suprafata | Adversar          | Scor                      |
| -------- | ---- | --------------- | ------------------------------- | ---------- | --------- | ----------------- | ------------------------- |
| Pierdut  | 0–1  | Octombrie 2005  | Swiss Indoors, Switzerland      | 250 Series | Carpet    | Fernando González | 7–6(12–10), 3–6, 5–7, 4–6 |
| Pierdut  | 0–2  | Ianuarie 2006   | Australian Open, Australia      | Grand Slam | Hard      | Roger Federer     | 7–5, 5–7, 0–6, 2–6        |
| Castigat | 1–2  | Septembrie 2006 | China Open, China               | 250 Series | Hard      | Mario Ančić       | 6–4, 6–0                  |
| Castigat | 2–2  | Februarie 2007  | Zagreb Indoors, Croatia         | 250 Series | Carpet    | Ivan Ljubičić     | 7–6(7–4), 4–6, 6–4        |
| Pierdut  | 2–3  | Februarie 2007  | Open 13, France                 | 250 Series | Hard      | Gilles Simon      | 4–6, 6–7(3–7)             |
| Pierdut  | 2–4  | Iunie 2007      | Halle Open, Germany             | 250 Series | Grass     | Tomáš Berdych     | 5–7, 4–6                  |
| Castigat | 3–4  | Octombrie 2009  | Stockholm Open, Sweden          | 250 Series | Hard      | Olivier Rochus    | 6–1, 7–5                  |
| Castigat | 4–4  | Ianuarie 2010   | Sydney International, Australia | 250 Series | Hard      | Richard Gasquet   | 6–4, 7–6(7–2)             |
| Pierdut  | 4–5  | August 2010     | Washington Open, US             | 500 Series | Hard      | David Nalbandian  | 2–6, 6–7(4–7)             |
| Pierdut  | 4–6  | Octombrie 2010  | Kremlin Cup, Russia             | 250 Series | Hard      | Viktor Troicki    | 6–3, 4–6, 3–6             |
| Pierdut  | 4–7  | Octombrie 2011  | Malaysian Open, Malaysia        | 250 Series | Hard      | Janko Tipsarević  | 4–6, 5–7                  |
| Pierdut  | 4–8  | August 2015     | Atlanta Open, US                | 250 Series | Hard      | John Isner        | 3–6, 3–6                  |
| Pierdut  | 4–9  | Februarie 2016  | Dubai Tennis Championships, UAE | 500 Series | Hard      | Stan Wawrinka     | 4–6, 6–7(13–15)           |
| Pierdut  | 4–10 | Octombrie 2017  | Chengdu Open, China             | 250 Series | Hard      | Denis Istomin     | 2–3 ret.                  |

## Prima parte a carierei (2003-2005)

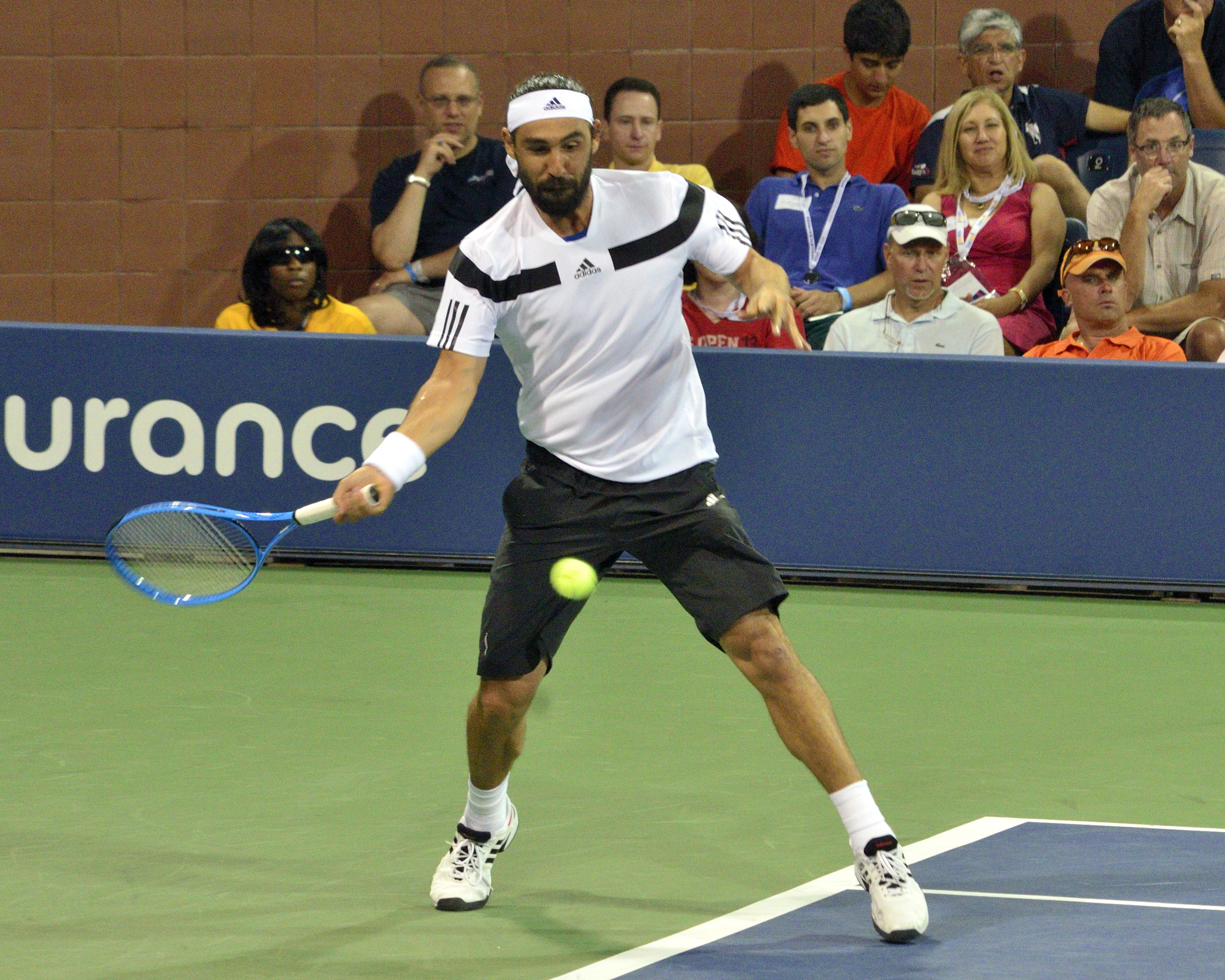
Marcos Baghdatis la US OPEN 2013

Prima participare a lui Baghdatis in turnee de GRAND SLAM a fost la''US OPEN'' ,a triumfat in primul tur la Olivier Mutis din Franta cu scorul de''2-6,6-2,6-1,7-5'' si in turul al doilea pierde la favoritul 1 Roger Federer din Elvetia cu scorul de ''2-6,7-6,3-6,1-6''
In 2005 la Australian Open trece de Federico  Luzzi din Italia  in primul tur cu scorul de''6-1,3-6,6-1,3-6,6-3'' si in al doilea tur a trecut de favoritul 22,Ivan Ljubicic din Croatia cu scorul de''7-6,6-4,6-7,6-2'' in turul al treilea trece de favoritul 13 Tommy Robredo din Spania cu scorul de ''7-6,6-4,6-1''si in turul al patrulea pierde la favoritul 1 Roger Federer din Elvetia cu scorul de ''2-6,2-6,6-7 '' .La Roland Garros pierde in primul tur la favritul 10  David Nalbandian din Argentina cu scorul de''6-0,4-6,4-6,4-6''.La Wimbledon pierde in primul tur la favoritul 31 Mikhail Youzhny din Rusia cu scorul de ''2-6,6-3,1-6,4-6.La US OPEN 2005 pierde in primul tur la Dmitry Tursunov din Rusia cu scorul de''4-6,3-6,7-6,2-6''.